# ابی دانکین
ابی دانکین (انگلیسی: Abby Dunkin؛ زادهٔ) ورزشکار بسکتبال با ویلچر اهل ایالات متحده آمریکا است.

## جوایز
وی در مسابقات کشوری و بین‌المللی در مجموع برندهٔ ۳ مدال طلا شده است.